# Alexander Andersson
Alexander Andersson, född 14 december 1985, är en svensk fotbollsspelare som spelar för KB Karlskoga. 

## Karriär
Andersson inledde sin karriär i Åtorps IF i division 4 och blev under 2009 värvad till KB Karlskoga. Inför säsongen 2011 skrev han kontrakt med Degerfors IF i Superettan. 
I samband med Superettans sommaruppehåll 2016 flyttade han till USA för att spela i Jacksonville Armada FC i North American Soccer League. Efter en kort tid i klubben fick tränaren Tony Meola sparken. Den nya tränaren Mark Lowry satsade på andra spelare, Andersson valde då att bryta kontraktet och flytta hem till Sverige.
Inför säsongen 2018 förlängde Andersson sitt kontrakt i Degerfors IF med ett år. Efter säsongen 2018 lämnade han klubben. Inför säsongen 2019 återvände Andersson till KB Karlskoga. Han spelade fem matcher och gjorde tre mål i Division 4 under säsongen 2019.